# Charles Jeffrey
Charles Jeffrey, né le 10 avril 1934 à Kensington et mort le 29 mars 2022 à Saint-Pétersbourg, est un botaniste britannique.
Il a travaillé pour les Jardins botaniques royaux de Kew.

## Publications
- (en) C. Jeffrey, "Thallophytes and Kingdoms — A critique", Kew Bulletin, Vol.25, 1971, p. 291-299. JSTOR:4103226
- (en) C. Jeffrey, "Kingdoms, Codes and Classification", Kew Bulletin, Vol.37, 1982, p. 403-416. JSTOR:4110040